# Paule Pignet
Pour les articles homonymes, voir Jaubert et Pignet.
Paule Pignet, née Paule Jaubert le 29 juin 1889 à Aix-en-Provence et morte le 17 juin 1970 à Lunel, est une avocate et la première bâtonnière française.

## Biographie

### Jeunesse et famille
Paule Henriette Julia Jaubert naît en 1889 à Aix-en-Provence, fille d'Henri Joseph Jaubert, sous-préfet de Barcelonnette mort six mois avant sa naissance, et d'Anne Marie Antoinette Royère. Cette dernière s'étant remariée en 1894, Paule Jaubert va vivre chez les Gras, son oncle et sa tante,. Au gré d'une mutation d'Adolphe Gras, ingénieur des ponts et chaussées, la famille s'établit en 1900 à La Roche-Sur-Yon. Paule Jaubert y fait sa scolarité secondaire.
En avril 1914, elle épouse à La Roche-Sur-Yon René Gaston Pignet, professeur agrégé d'allemand au lycée. Enrôlé comme lieutenant dans le 2e régiment d'infanterie, il meurt à la guerre le 15 février 1915, à Saint-Laurent-Blangy,. Paule Pignet accouche de leur fils Henri trois semaines plus tard. 

### Parcours
Veuve moins d'un an après son mariage, Paule Pignet reprend des études à la faculté de Poitiers et obtient une licence de droit. En 1919, elle s'inscrit en tant qu'avocate au barreau de La Roche-sur-Yon. Sur la question de sa vocation, elle confiera plus tard dans une interview : « C'est-à-dire que j'avais fait des études de droit, j'ai travaillé pour occuper mes loisirs. » Recrutée comme secrétaire par Me de Lathébeaudière, avocat et futur bâtonnier de l'Ordre des avocats de la ville, Paule Pignet reprend le cabinet à son décès, en 1931. Elle plaide en correctionnelle et en cour d'assises dans de nombreux tribunaux de la région. 
En 1933, à l'âge de 44 ans, elle est à son tour élue bâtonnier, une première pour une Française, depuis que les femmes ont accédé au barreau en 1900. Son élection est saluée dans la presse — qui hésite à l'appeler « bâtonnier » ou « bâtonnière » — et dans sa profession, notamment par sa consœur avocate Suzanne Grinberg. Elle poursuit son mandat jusqu'en 1935, puis est réélue en 1939,. 
En octobre 1945, à l'issue de la guerre, le journal Combat informe dans une rubrique consacrée à l'épuration que « Paule Pignet, avocate et ancien bâtonnier du barreau de La Roche-sur-Yon, a été condamnée à la dégradation à vie par la Chambre civique de Poitiers. ». Le motif de la sanction n'est pas précisé. La même année, deux ordonnances successives des tribunaux de La Roche-sur-Yon et de Saintes placent sous séquestre ses biens, droits et intérêts,. 
Dans les années 1950, Paule Pignet s'établit à Toulon où elle devient cheffe de contentieux pour la Société provençale de contre-assurance (P.C.A.) et le reste jusqu'à sa retraite. Retirée à Lunel, elle meurt en 1970, à l'âge de 80 ans.